# Петухи (Костромская область)
Петухи — упразднённая деревня в Пыщугском районе Костромской области России. Исключена из учётных данных в 2006 году.

## География
Урочище находится в северо-восточной части Костромской области, в подзоне южной тайги, к западу от автодороги 34Р-10, на расстоянии приблизительно 4 километров (по прямой) к северо-западу от села Пыщуг, административного центра района. Абсолютная высота — 172 метра над уровнем моря.

### Климат
Климат характеризуется как умеренно континентальный, с продолжительной холодной многоснежной зимой и коротким сравнительно тёплым летом. Средняя температура воздуха самого холодного месяца (января) — −13,3 °C (абсолютный минимум — −49 °C); самого тёплого месяца (июля) — 17,7 °C (абсолютный максимум — 37 °С). Безморозный период длится около 112 дней. Продолжительность периода активной вегетации растений (выше 10 °C) составляет примерно 115—125 дней. Годовое количество атмосферных осадков — 560—600 мм, из которых 370—440 мм выпадает в тёплый период.

## История
По состоянию на 2002 год входила в состав Пыщугского сельсовета. Постоянное население в деревне отсутствовало.